# Gaspé (ancienne circonscription fédérale)
Pour les articles homonymes, voir Gaspé.
Gaspé fut une circonscription électorale fédérale de la région da la Gaspésie—Îles-de-la-Madeleine au Québec. Elle fut représentée de 1867 à 1996.
C'est l'Acte de l'Amérique du Nord britannique de 1867 qui créa ce qui fut appelé le district électoral de Gaspé. Abolie en 1996, elle fut fusionnée à la circonscription de Gaspé—Bonaventure—Îles-de-la-Madeleine.

## Géographie
En 1996, la circonscription de Gaspé comprenait :
- Les villes de Cap-Chat, Chandler, Gaspé, Grande-Rivière, Murdochville, Percé et Sainte-Anne-des-Monts
- Les comtés de Gaspé-Est et Gaspé-Ouest
- Les municipalités de Sainte-Germaine-de-l'Anse-aux-Gascons, Port-Daniel-Partie-Est et Capucins

## Députés
1. 1867-1874 — Pierre Fortin, Conservateur
2. 1874-1875 — Louis-Georges Harper, Conservateur
3. 1875¹-1878 — John Short, Conservateur
4. 1878-1887 — Pierre Fortin, Conservateur (2)
5. 1887-1896 — Louis-Zéphirin Joncas, Conservateur
6. 1896-1911 — Rodolphe Lemieux, Libéral
7. 1911-1917 — Louis-Philippe Gauthier, Conservateur
8. 1917-1930 — Rodolphe Lemieux, Libéral (2)
9. 1930-1940 — Maurice Brasset, Libéral
10. 1940-1945 — Joseph-Sasseville Roy, Conservateur indépendant
11. 1945-1957 — Léopold Langlois, Libéral
12. 1957-1963 — Roland English, Progressiste-conservateur
13. 1963-1965 — Alexandre Cyr, Libéral
14. 1965-1968 — James Russell Keays, Progressiste-conservateur
15. 1968-1984 — Alexandre Cyr, Libéral (2)
16. 1984-1993 — Charles-Eugène Marin, Progressiste-conservateur
17. 1993-1997 — Yvan Bernier, Bloc québécois

¹ = Élection partielle